# Georges Konrath
Georges Konrath (Schwindratzheim, 1937. február 15. –) francia nemzetközi labdarúgó-játékvezető.

## Pályafutása

### Nemzeti játékvezetés
1970-ig a területi szövetség által irányított mérkőzéseken működött, 1972-ben lett a legfelső szintű labdarúgó-bajnokság játékvezetője. Hazájában különösen népszerű, az újságírók elnevezték Monsieur Penaltynek (Büntetőrúgás úrnak), híres arról, hogy habozás nélkül ítéli meg a 11-eseket, akár a hazai csapat terhére is.[forrás?] A nemzeti játékvezetéstől 1982-ben vonult vissza.
Mottója: Az az ideális játékvezető, aki a mindig nyugodt marad a játéktéren, kifogástalan erőnléttel rendelkezik és tekintélye van mind a játékosok, mind a közönség előtt.[forrás?]

#### Nemzeti kupamérkőzések
Vezetett Kupa-döntők száma: 3.

##### Francia labdarúgókupa
Három alkalommal kapott lehetőséget, hogy szakmai munkájának eredményességét kupadöntőn bizonyíthassa. Érdekesség, hogy Michel Vautrot vezette a legtöbb kupadöntőt, négy alkalommal. Amikor a francia JB elnöke lett, elnökségi határozattal úgy döntöttek, hogy egy játékvezető  csak egy kupadöntőt vezessen. Lehetőséget kell teremteni – indokolta – minél több kiemelkedő képességű játékvezetőnek, hogy a döntőn megmérethesse magát. Ezt az utasítást a JB testülete – Vautrot 2003-ban lemondott – 2006-ban újra megerősítette.
| Időpont          | Helyszín                     | Mérkőzés típusa | Mérkőzés                         | Eredmény | Nézők száma |
| ---------------- | ---------------------------- | --------------- | -------------------------------- | -------- | ----------- |
| 1977. június 18. | Princes Park Stadion, Párizs | döntő           | AS Saint-Étienne–Stade de Reims  | 2 : 1    | 45 454      |
| 1980. június 7.  | Princes Park Stadion, Párizs | döntő           | AS Monaco FC–US Orléans          | 3 : 1    | 46 136      |
| 1981. június 13. | Princes Park Stadion, Párizs | döntő           | S.E.C. Bastiais–AS Saint-Étienne | 2 : 1    | 46 155      |

### Nemzetközi játékvezetés
A Francia labdarúgó-szövetség Játékvezető Bizottsága (JB) terjesztette fel nemzetközi játékvezetőnek, a Nemzetközi Labdarúgó-szövetség (FIFA) 1975-től tartotta nyilván bírói keretében. A FIFA JB központi nyelvei közül a franciát beszéli. Több válogatott és nemzetközi klubmérkőzést vezetett, vagy működő társának partbíróként segített. A francia nemzetközi játékvezetők rangsorában, a világbajnokság-Európa-bajnokság sorrendjében többedmagával a 16. helyet foglalja el 8 találkozó szolgálatával. Az aktív nemzetközi játékvezetéstől 1982-ben búcsúzott. Válogatott mérkőzéseinek száma: 15.

#### Labdarúgó-világbajnokság
A világbajnoki döntőhöz vezető úton Argentínába a XI., az 1978-as labdarúgó-világbajnokságra és Spanyolországba a XII., az 1982-es labdarúgó-világbajnokságra a FIFA JB játékvezetőként alkalmazta.

##### 1978-as labdarúgó-világbajnokság

###### Selejtező mérkőzés
| Időpont            | Helyszín                      | Mérkőzés típusa           | Mérkőzés               | Eredmény | Nézők száma |
| ------------------ | ----------------------------- | ------------------------- | ---------------------- | -------- | ----------- |
| 1977. január 28.   | Központi Stadion, Damaszkusz  | AFC zóna C. csoport)      | Szíria–Irán            | 0 : 1    |             |
| 1977. november 16. | Windsor Park Stadion, Belfast | előselejtező (4. csoport) | Észak-Írország–Belgium | 3 : 0    | 8 000       |

##### 1982-es labdarúgó-világbajnokság

###### Selejtező mérkőzés
| Időpont            | Helyszín                | Mérkőzés típusa           | Mérkőzés                  | Eredmény | Nézők száma |
| ------------------ | ----------------------- | ------------------------- | ------------------------- | -------- | ----------- |
| 1980. november 19. | Luz Stadion, Lisszabon  | előselejtező (6. csoport) | Portugália–Észak-Írország | 1 : 0    | 60 000      |
| 1981. november 18. | Wembley Stadion, London | előselejtező (4. csoport) | Anglia–Magyarország       | 1 : 0    | 92 000      |

#### Labdarúgó-Európa-bajnokság
Az európai-labdarúgó torna döntőjéhez vezető úton Olaszországba a VI., az 1980-as labdarúgó-Európa-bajnokságra és Franciaországba a VII., az 1984-es labdarúgó-Európa-bajnokságra az UEFA JB játékvezetőként foglalkoztatta.

##### 1980-as labdarúgó-Európa-bajnokság

###### Selejtező mérkőzés
| Időpont           | Helyszín                         | Mérkőzés típusa           | Mérkőzés           | Eredmény | Nézők száma |
| ----------------- | -------------------------------- | ------------------------- | ------------------ | -------- | ----------- |
| 1978. október 11. | José Alvalade Stadion, Lisszabon | előselejtező (2. csoport) | Portugália–Belgium | 1 : 1    | 35 000      |

##### 1984-es labdarúgó-Európa-bajnokság

###### Selejtező mérkőzés
| Időpont            | Helyszín                      | Mérkőzés típusa           | Mérkőzés               | Eredmény | Nézők száma |
| ------------------ | ----------------------------- | ------------------------- | ---------------------- | -------- | ----------- |
| 1982. október 13.  | Hampden Park Stadion, Glasgow | előselejtező (1. csoport) | Skócia–NDK             | 2 : 0    | 40 355      |
| 1982. december 4.  | Comunale Stadion, Firenze     | előselejtező (5. csoport) | Olaszország–Románia    | 0 : 0    | 50 478      |
| 1983. november 13. | Luz Stadion, Lisszabon        | előselejtező (2. csoport) | Portugália–Szovjetunió | 1 : 0    | 75 000      |

##### Brit Bajnokság
1882-ben az Egyesült Királyság brit tagállamainak négy szövetség úgy döntött, hogy létrehoznak egy évente megrendezésre kerülő bajnokságot egymás között. Az utolsó bajnoki idényt 1983-ban tartották meg.
| Időpont         | Helyszín                      | Mérkőzés típusa | Mérkőzés      | Eredmény |
| --------------- | ----------------------------- | --------------- | ------------- | -------- |
| 1978. május 20. | Hampden Park Stadion, Glasgow | selejtező       | Skócia–Anglia | 0 : 1    |

#### Nemzetközi kupamérkőzések
Vezetett Kupa-döntők száma: 1.

##### Bajnokcsapatok Európa-kupája
Az Európai Labdarúgó-szövetség (UEFA) JB szakmai munkájának elismeréseként megbízta a döntő találkozó koordinálására. A 28. játékvezető – a 4. francia – aki BEK döntőt vezetett.
| Időpont         | Helyszín                      | Mérkőzés típusa | Mérkőzés                         | Eredmény | Nézők száma |
| --------------- | ----------------------------- | --------------- | -------------------------------- | -------- | ----------- |
| 1982. május 26. | Feijenoord Stadion, Rotterdam | döntő           | Aston Villa FC–FC Bayern München | 1 : 0    | 46 000      |

#### A magyar labdarúgó-válogatott mérkőzései (1902–1929)
| Időpont           | Helyszín                   | Mérkőzés típusa              | Mérkőzés                | Eredmény | Nézők száma |
| ----------------- | -------------------------- | ---------------------------- | ----------------------- | -------- | ----------- |
| 1976. április 30. | Városi Stadion, Lausanne   | nem hivatalos mérkőzés       | Svájc–Magyarország      | 1 – 0    | 10 000      |
| 1983. április 13. | Municipal-stadion, Coimbra | felkészülési (572. mérkőzés) | Portugália–Magyarország | 0 – 0    | 15 000      |
| 1984. június 6.   | Heysel Stadion, Brüsszel   | felkészülési (586. mérkőzés) | Belgium–Magyarország    | 2 – 2    | 15 000      |

## Szakmai sikerek
1993-ban a nemzetközi játékvezetés hírnevének erősítése, hazájában 10 éve a legmagasabb Ligában (osztályban) folyamatosan tevékenykedő, eredményes pályafutása elismeréseként, a FIFA JB felterjesztésére az 1965-ben alapított International Referee Special Award címmel és oklevéllel tüntette ki.

## Külső hivatkozások
- George Kontrah. World Referee. [2012. október 2-i dátummal az eredetiből archiválva]. (Hozzáférés: 2011. május 10.)
- George Kontrah. zerozerofootball.com. (Hozzáférés: 2011. május 10.)
- George Kontrah. footballdatabase.eu. (Hozzáférés: 2011. május 10.)
- George Kontrah. fifa.com. [2015. július 11-i dátummal az eredetiből archiválva]. (Hozzáférés: 2011. május 10.)

| Elődje: Robert Wurtz | Kupadöntő 1976–1977 | Utódja: Achille Verbecke |

| Elődje: Michel Vautrot | Kupadöntő 1979–1980 | Utódja: Georges Konrath |

| Elődje: Georges Konrath | Kupadöntő 1980–1981 | Utódja: Michel Vautrot |